# Casanova (2005)
Casanova ist eine US-amerikanische romantische Komödie des schwedischen Regisseurs Lasse Hallström aus dem Jahr 2005. Der Film basiert lose auf dem Leben von Giacomo Casanova, der durch Heath Ledger dargestellt wird.

## Handlung
Der Film spielt 1753 in der Republik Venedig. Giacomo Casanova, der Herzensbrecher der Stadt, verbringt den größten Teil seines Lebens in den Betten schöner Frauen und wird seinem Ruf als leidenschaftlicher Verführungskünstler mehr als gerecht.
Doch die Inquisition ist nicht einverstanden mit Casanovas ausschweifendem Leben, vor dem selbst die Nonnen nicht sicher sind. So wird ihm eines Tages vom Dogen ein schweres Ultimatum gestellt: Entweder Casanova heiratet noch, bevor der Karneval zu Ende ist, oder er wird für immer aus der Stadt verbannt. Widerwillig macht sich Casanova auf die Suche nach einer geeigneten Braut, da er Venedig nicht verlassen möchte in der Hoffnung, eines Tages seine Mutter in Venedig wiederzusehen, und entscheidet sich schließlich für die hübsche Victoria, die in ganz Venedig für ihre Jungfräulichkeit bekannt ist.
Doch kurz darauf verliebt sich Casanova Hals über Kopf in Francesca Bruni, eine emanzipierte Schriftstellerin, die nichts von einem Mann hält, der jede Nacht in einem anderen Bett verbringt, und die stattdessen für die wahre Liebe kämpft. Außerdem ist Francesca bereits einem anderen Mann versprochen, während ihr tollpatschiger Bruder Giovanni unsterblich in Casanovas Verlobte Victoria verliebt ist. Casanova lässt nichts unversucht, um Francescas Herz zu gewinnen, doch die Inquisition, allen voran Bischof Pucci, ist ihm bereits dicht auf den Fersen. Als Casanova schließlich doch noch von Francesca erhört wird, scheint es bereits zu spät zu sein für die beiden. Doch sie haben nicht mit Giacomos Mutter gerechnet, die versprochen hat, eines Tages nach Venedig zurückzukehren, und so findet die Geschichte doch noch ein gutes Ende, indem Casanova zusammen mit Francesca fliehen kann und Giovanni zwar Victoria heiratet, aber Casanovas Platz in Venedig einnimmt.

## Besetzung und Synchronisation
Die deutschsprachige Synchronisation des Films entstand bei der Film- & Fernseh-Synchron. Verfasser des Dialogbuchs und auch Dialogregisseur war Joachim Kunzendorf.
| Rolle              | Darsteller         | Synchronsprecher         |
| ------------------ | ------------------ | ------------------------ |
| Casanova           | Heath Ledger       | Simon Jäger              |
| Francesca Bruni    | Sienna Miller      | Manja Doering            |
| Bischof Pucci      | Jeremy Irons       | Frank Glaubrecht         |
| Paprizzio          | Oliver Platt       | Lutz Schnell             |
| Andrea Bruni       | Lena Olin          | Katharina Koschny        |
| Lupo Salvato       | Omid Djalili       | Michael Iwannek          |
| Donato             | Stephen Greif      | Christian Rode           |
| Bernardo Guardi    | Philip Davis       | Uli Krohm                |
| Dalfonso           | Ken Stott          | Bodo Wolf                |
| Casanovas Mutter   | Helen McCrory      | Cornelia Meinhardt       |
| Giovanni Bruni     | Charlie Cox        | Alexander Doering        |
| Victoria           | Natalie Dormer     | Magdalena Turba          |
| Casanova (jung)    | Eugene Simon       | Ole Sinell               |
| Schwester Beatrice | Lauren Cohan       | Maria Koschny            |
| Gondoliere         | Tommy Körberg      | N.N.                     |
| Alter Casanova     | Federico Scridel   | Friedrich Georg Beckhaus |
| Zollbeamter        | Francis Pardeilhan | N.N.                     |
| Doge               | Tim McInnery       | N.N.                     |

## Hintergrund
Das Einspielergebnis des Films betrug weltweit etwa 37,7 Millionen US-Dollar.
Drehort war Venedig. Die meisten Aufnahmen fanden im Palazzo Soranzo Van Axel und im Benediktinerkloster auf San Giorgio Maggiore statt.

## Kritik
„Der bunte, musikalisch beschwingte Bilderbogen nimmt von der historischen Person weitgehend Abstand und zeichnet das Bild eines Libertin und notorischen Verführers. Angesiedelt vor prächtiger Rokoko-Kulisse, inszenatorisch der Commedia dell’arte verpflichtet, liefert der unterhaltsame Film eher Typen als tiefenscharfe Figuren.“

Die Website Rotten Tomatoes wertete 131 Kritiken aus und kam auf eine positive Wertung von 44 %.